# Al-Wakra
Al-Wakra (arabisch الوكرة, DMG al-Wakra) ist eine Hafenstadt und Hauptort der Gemeinde al-Wakra in Katar am Persischen Golf, 18 km südlich von Doha.
Es leben dort 87.970 Einwohner (Stand 2015). Ehemals wurde der Hafen vor allem als Fischerei- und Perlenhandelshafen gebraucht. Entlang der Hafenanlagen werden heute noch Schiffe (Dhaus) von Hand gebaut.
al-Wakra bietet an Sehenswürdigkeiten ein Museum im alten Fort, Teile der alten Stadtmauer, einige alte Häuser und zwei alte Moscheen im Wahhabismus-Stil.
In al-Wakra ist zudem der Sportverein Al-Wakrah SC beheimatet.

## Demographie
| März 1986 | März 1997 | März 2004 | April 2010 | April 2015 |
| --------- | --------- | --------- | ---------- | ---------- |
| 13.159    | 20.205    | 26.993    | 79.457     | 87.970     |